# Alburnus vignoni
Alburnus vignoni és una espècie de peix cipriniforme de la família dels ciprínids.